# Ban Ho-moskee
De Ban Ho-moskee is een moskee in de stad Chiang Mai in het noorden van Thailand. Het is een van de zeven Chinese moskeeën van de stad.
De moskee werd voor het eerst gebouwd in de 19e eeuw door een groep Chinese moslims, de Hui, voornamelijk uit de Chinese provincie Yunnan. Oorspronkelijk werd de moskee gebouwd in Chinese stijl, later meer in Arabische stijl.
Iedere weekend is er in de voormiddag islamitisch onderwijs voor kinderen. Elk jaar schrijft de moskee gratis 20 studenten in die de overheidsschool niet kunnen betalen.